# Jan Duława
Jan Józef Duława (ur. 26 stycznia 1954 w Bielsku-Białej) – polski lekarz, profesor nauk medycznych, prezes zarządu głównego Towarzystwa Internistów Polskich.

## Życiorys
W 1978 ukończył studia w Śląskiej Akademii Medycznej w Katowicach. Stopień doktora nauk medycznych uzyskał w 1982, habilitację w 1987. Profesor zwyczajny od 1998.
Uzyskane specjalizacje: 1986 – specjalizacja z chorób wewnętrznych, 1989 – specjalizacja z nefrologii, 2003 – specjalizacja z angiologii, 2006 – specjalizacja z hipertensjologii.
Dziekan Wydziału Lekarskiego ŚlAM w Katowicach 1996-2002, w latach 2008-2016 był prorektorem ds. nauki Śląskiego Uniwersytetu Medycznego w Katowicach. W 2016 roku wybrany na dziekana Wydziału Nauk o Zdrowiu ŚUM.
Konsultant województwa śląskiego ds. chorób wewnętrznych.
Jest członkiem następujących towarzystw naukowych: Towarzystwa Internistów Polskich, Polskiego Towarzystwa Nadciśnienia Tętniczego, Polskie Towarzystwo Lekarskie i ISN.
W 1998 otrzymał odznakę „Za wzorową pracę w Służbie Zdrowia”, w 1999 medal Komisji Edukacji Narodowej, w 2004 – Złoty Krzyż Zasługi oraz Krzyż Kawalerski Orderu Odrodzenia Polski (2023).